# VFA-143
Lo Strike Fighter Squadron 143 (VFA-143), noto anche come "Pukin Dogs", è uno squadrone di caccia d'attacco della Marina degli Stati Uniti con sede presso la Naval Air Station Oceana, in Virginia. I Pukin Dogs sono uno squadrone della flotta operativa e pilotano l'F/A-18E Super Hornet. Attualmente sono assegnati alla Carrier Air Wing One e alla USS Harry S. Truman. Sono attualmente al loro porto d'origine, il NAS Oceana. Il loro nominativo radio è Taproom.

## Stemma e soprannome
La squadriglia adottò il suo attuale stemma nel 1953, composto da un leone nero alato su uno scudo blu. Il nome della squadriglia "Pukin Dogs" nacque quando la moglie del comandante vide il disegno della testa ciondolante della creatura con la bocca spalancata. Di fronte ai piloti dello squadriglia disse che sembrava un "pukin' dog" (un cane nell'atto di vomitare). Ai piloti piacque e il nome rimase. All'indomani dello scandalo Tailhook nel 1991, la squadriglia fu costretta ad essere ribattezzata ufficialmente "Dog". Questo esilio ufficiale fu ampiamente ignorato fino a quando l'ammiraglio John Mazach, comandante della Forza aerea atlantica della flotta USA, annullò tale impedimento in un discorso del 1996 al reparto.

## Storia
Due squadriglie della Marina ottennero la designazione VF-143. Il primo VF-143 è stato istituito il 20 luglio 1950 come VF-821, ri-designato VF-143 il 4 febbraio 1953 e disattivato il 1º aprile 1958. Il secondo VF-143 è stato istituito nel 1950, è stato infine ri-designato VFA-143, ed è il oggetto di questo articolo.

### Anni '50
Il VF-871, una squadriglia di riserva di F4U-4 Corsair con base presso NAS Alameda chiamato in servizio attivo il 20 luglio 1950. La squadriglia si schierò due volte durante la guerra di Corea, volando dalle portaerei USS Princeton e USS Essex. Il 4 febbraio 1953, lo squadrone fu ribattezzato VF-123 e passò all'F9F-2 Panther. Nell'aprile 1958 passarono all'F3H Demon e furono ribattezzati VF-53.

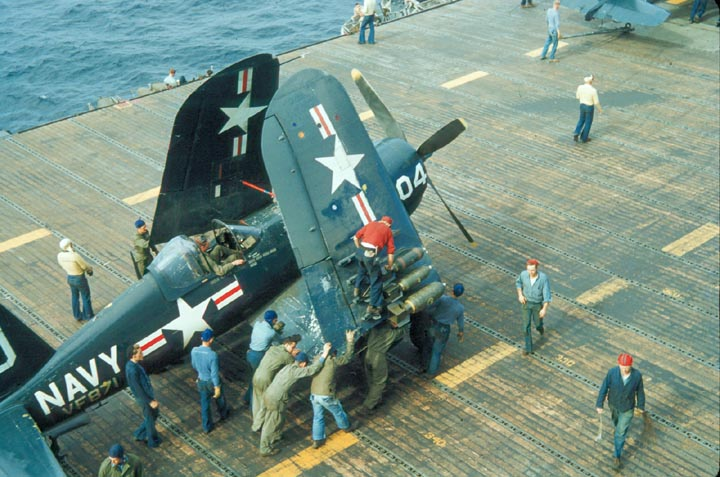
F4U-4 del VF-871 a bordo della USS Essex nel 1952

### Anni '60
Il 20 giugno 1962, l'unità fu rinominata VF-143 e iniziò la sua transizione all'F-4 Phantom II. Rischierato sette volte durante la guerra del Vietnam, la squadriglia fu accreditata dell'abbattimento di un MiG-21 nel 1967, abbattuto ad opera del LTJG Robert P. Hickey, Jr. e dal LTJG Jeremy G. Morris.

### Anni '70
Lo squadrone fu schierato sulla USS Enterprise dall'11 giugno 1971 al 12 febbraio 1972.
L'ultimo dispiegamento di VF-143 in Vietnam iniziò nel settembre 1972 con l'Carrier Air Group 14 a bordo della USS Enterprise. Il 27 gennaio 1973, ultimo giorno delle ostilità americane ufficiali, uno squadrone Phantom fu colpito dal fuoco dell'AAA nei pressi di Quảng Trị durante l'esecuzione di una delle ultime missioni di combattimento della guerra. L'ufficiale esecutivo, il comandante Harley Hall e il suo ufficiale di intercettazione radar (RIO) sono stati espulsi vicino alla costa ed entrambi sono stati visti vivi a terra dal loro gregario. Il RIO di Hall fu catturato dai vietnamiti del Nord e tornò dalla prigionia pochi mesi dopo. Il Cmdr Hall è diventato l'ultimo aviatore di marina elencato come disperso in azione (MIA). Due settimane dopo l'abbattimento, tuttavia, il suo status fu cambiato da MIA a "Prigioniero di guerra (POW), autenticato", una designazione mantenuta fino a quando non fu dichiarato deceduto nel febbraio 1980, i suoi resti sono stati identificati il 6 settembre 1994.
La squadriglia tornò alla NAS Miramar nel giugno 1973 e tre mesi dopo effettuò il rischieramento finale del Phantom nel Mediterraneo. Nel 1974 il VF-143 passò all'F-14 Tomcat e poi cambiò base passando alla NAS Oceana nel 1976. Il VF-143, insieme alla squadriglia gemella VF-142, furono a bordo della USS America (CVN-66) per il suo viaggio inaugurale in 1976.

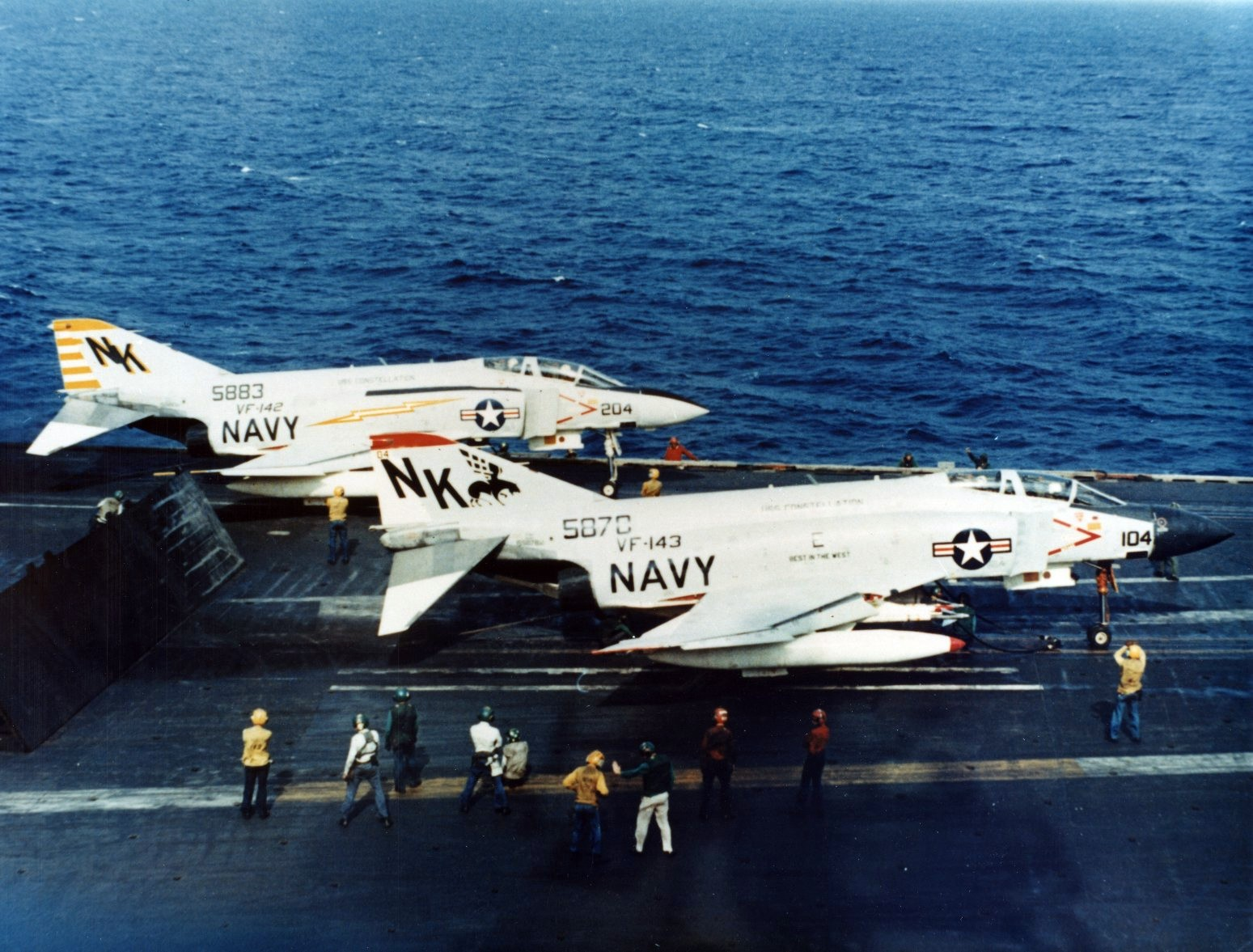
Due F-4J del VF-143 e del VF-142 sulla USS Constellation, 1969/70

### Anni '80
Nel 1980 il VF-143 si schierò nell'Oceano Indiano in risposta alla guerra Iran-Iraq, stabilendo un record di 153 giorni (di dispiegamento) per la Marina. Il VF-143 ottenne presto la capacità del Tactical Air Reconnaissance Pod System (TARPS) e fornì per la prima volta le immagini della nuova portaerei sovietica Novorossiysk e del nuovo incrociatore sovietico di classe Slava. Il 5 agosto 1983, il VF-143 intercettò cinque MiG-23 dell'aeronautica libica a circa 220 chilometri a sud della USS Dwight D. Eisenhower nel Mar Mediterraneo. Nessun colpo venne sparato durante questi incontri, ma la situazione venne descritta come "molto tesa". Lo squadrone divenne il primo a volare in missioni TARPS da combattimento effettuando 45 sortite di ricognizione in combattimento sul Libano nell'autunno del 1983.

### Anni '90
Il VF-143 è stato uno delle prime squadriglie a schierarsi con l'F-14A (+) (successivamente ribattezzato F-14B), nel marzo 1990 a bordo della USS Dwight D. Eisenhower. Quando l'Iraq invase il Kuwait nell'agosto del 1990, la USS Dwight D. Eisenhower e il suo gruppo di battaglia si precipitarono nel Mar Rosso per dissuadere gli iracheni da ulteriori avanzamenti in Arabia Saudita. Alla fine di agosto, la USS Saratoga prese il posto della USS Dwight D. Eisenhower.
All'inizio del 1991, il VF-143 ricevette il Battle Efficiency Award 1990 del COMNAVAIRLANT come miglior squadrone di caccia della flotta atlantica. Inoltre, il VF-143 è stato insignito del Chief of Naval Operations Contrammiraglio Joseph C. Clifton Award. Nel maggio 1991 durante il distaccamento dell'Air Wing a NAS Fallon, il VF-143 sganciò per la prima volta ordigni aria-terra. A settembre, la squadriglia si schierò nel Golfo Persico e ha partecipò alle esercitazioni della NATO nel Mare di Norvegia.

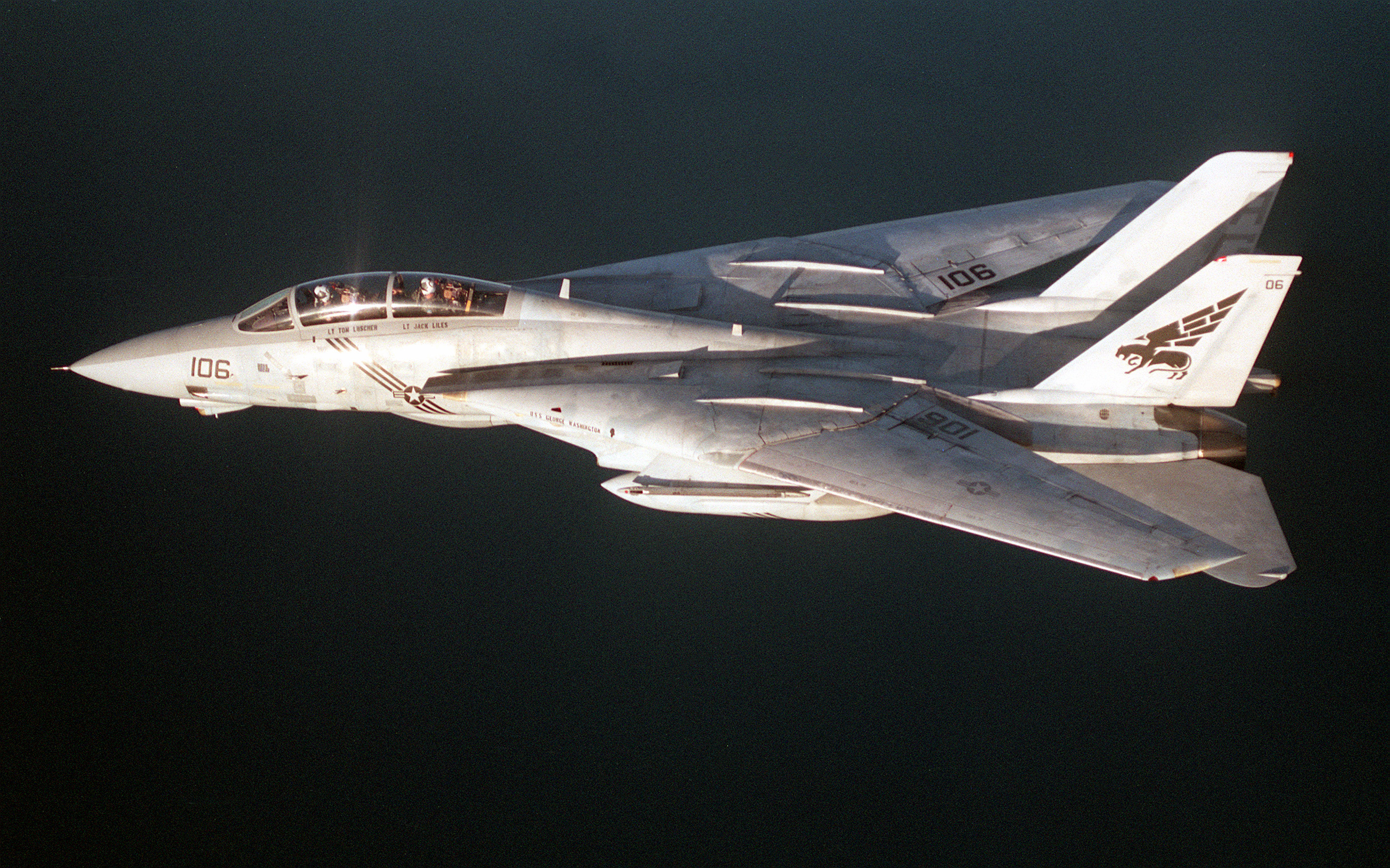
Un F-14B Tomcat del VF-143

Nell'agosto del 1992, la squadriglia e il resto del Carrier Air Wing Seven passarono alla USS George Washington, la più recente portaerei della Marina. Il VF-143 schierato per la crociera inaugurale della USS George Washington e poi di nuovo per il primo spiegamento del vettore nel Mar Mediterraneo nel maggio 1994, dove ha preso parte alla commemorazione del 50º anniversario dello sbarco del D-Day e dell'Operazione Deny Flight. La squadriglia tornò al NAS Oceana nel dicembre del 1994. Il VF-143 ricevette i premi 1994 Battle E, Safety S, Joseph C. Clifton e Golden Wrench.
Nel gennaio 1996, il VF-143 partì per il secondo dispiegamento in tredici mesi, operando a sostegno dell'operazione Decisive Endeavour e dell'Operazione Southern Watch. La squadriglia ha fornito TARPS, Forward Air Controller, superiorità aerea e missioni aria-terra. La squadriglia tornò a Oceana nel luglio 1996.
All'inizio del 1997, il VF-143 passò alla più recente portaerei della Marina, la USS John C. Stennis, schierata nel 1998. Il primo schieramento li portò nel Golfo Persico, trascorrendovi 131 giorni a sostegno dell'operazione Southern Watch. Il VF-143 ha svolto un ruolo chiave utilizzando i LANTIRN, gli occhiali per la visione notturna e i TARPS digitali.

### Anni 2000
Il VF-143 venne schierato a sostegno dell'operazione Southern Watch, dell'operazione Enduring Freedom e dell'operazione Iraqi Freedom. L'ultimo dispiegamento con l'F-14 è stato nel 2004 a bordo della USS George Washington a sostegno dell'Operazione Iraqi Freedom, durante il quale lo squadrone ha partecipato agli attacchi su Fallujah tra il 28 e il 29 aprile.
Nel 2005 il VF-143 passò all'F/A-18E Super Hornet, e venne designato Strike Fighter Squadron 143 (VFA-143).
Il primo schieramento con l'F/A-18E iniziò nel 2006 e si è concluso nella primavera del 2007. Durante un dispiegamento a bordo della USS Dwight D. Eisenhower, il VFA-143 supportò le operazioni Iraqi Freedom, Enduring Freedom e le operazioni al largo della costa somala.
Il 21 febbraio 2009, il VFA-143 e CVW-7 si imbarcarono a bordo della USS Dwight D. Eisenhower per un dispiegamento a supporto dell'Operazione Enduring Freedom e delle operazioni di sicurezza marittima nel Golfo Persico. Il 30 luglio 2009, la USS Dwight D. Eisenhower tornò alla stazione navale di Norfolk dopo quasi sei mesi di dispiegamento.

### Anni 2010

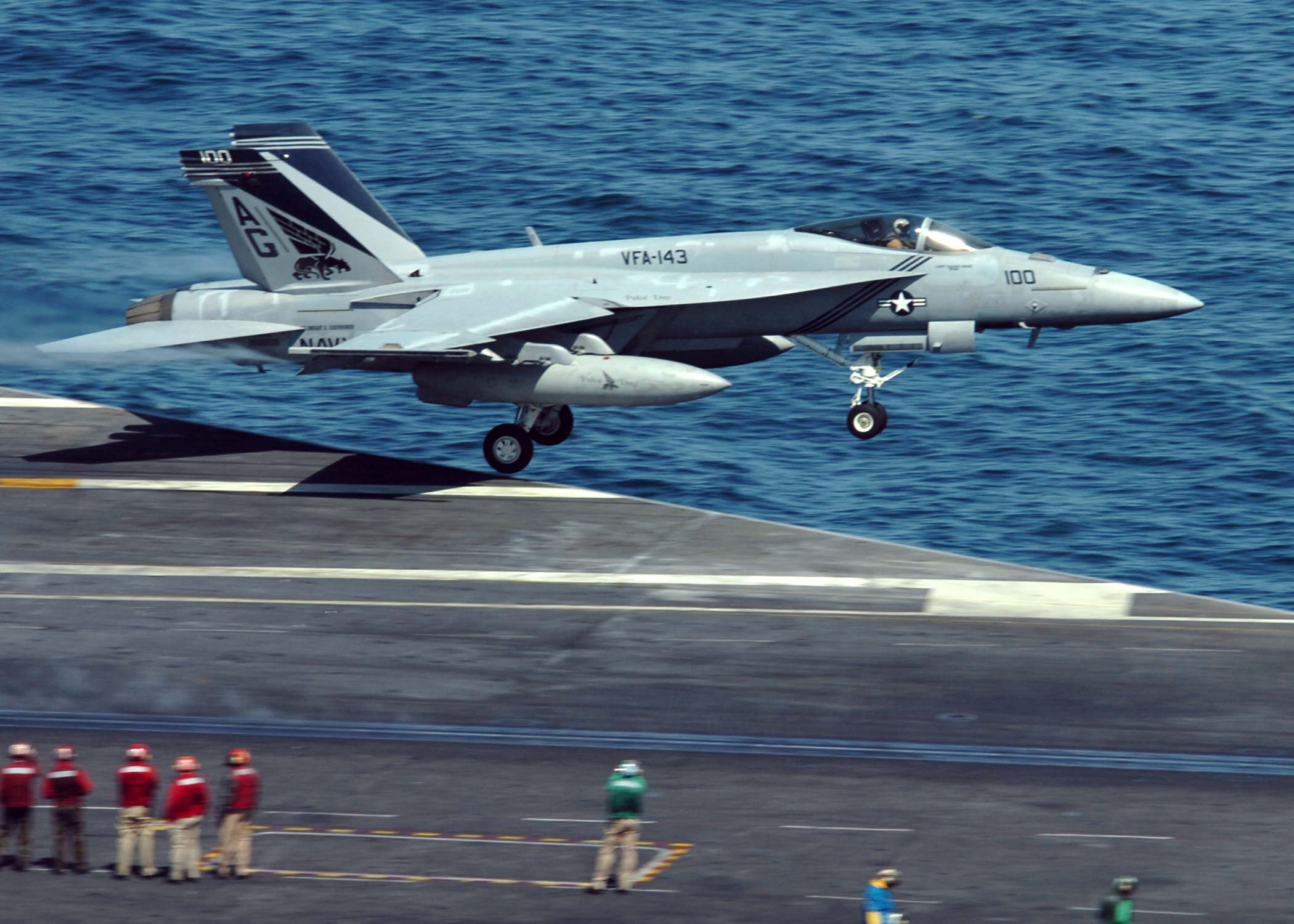
Un F/A-18E Super Hornet del VFA-143 decolla dalla USS Dwight D. Eisenhower

Il VFA-143 e il resto del CVW-7 si imbarcarono a bordo della USS Dwight D. Eisenhower il 2 gennaio 2010 per un dispiegamento di sette mesi a sostegno delle operazioni della 5a e 6ª flotta. Il "Pukin 'Dogs" vinse il Wade McClusky Award 2010, come squadrone d'attacco più eccezionale della Marina degli Stati Uniti, per le sue prestazioni durante questo dispiegamento. Nel giugno 2012, il VFA-143 si schierò nuovamente a bordo della Dwight D. Eisenhower per un dispiegamento di nove mesi a sostegno dell'operazione Enduring Freedom. Quella distribuzione è stata interrotta a causa della necessità che l'intero Carrier Strike Group aumentasse. La Dwight D. Eisenhower tornò alla Naval Station Norfolk appena prima di Natale nel dicembre 2012. L'Air Wing si imbarcò nuovamente sulla USS Dwight D. Eisenhower e prese il via nel febbraio 2013 per un dispiegamento di cinque mesi, sempre a sostegno dell'Operazione Enduring Freedom.
Dopo un periodo di manutenzione di due anni, i "Pukin 'Dogs" e il resto del CVW-7 si imbarcarono a bordo della USS Harry S. Truman il 15 novembre 2015 per un dispiegamento di sette mesi a sostegno dell'operazione Inherent Resolve. Il CVW-7 ha lanciato un numero record e un tonnellaggio di artiglieria su obiettivi nelle vicinanze di Fallujah, Ramadi e Mossul Iraq. Oltre a sostenere le forze della coalizione nella Siria occidentale. Il VFA-143 lanciò 422 armi a guida di precisione, per un totale di quasi 400.000 libbre di ordigni. Dopo essere stato esteso per un mese, il VFA-143 tornò al NAS Oceana, Virginia il 12 luglio 2016.
Dopo 45 anni con il CVW-7, lo squadrone venne trasferito al Carrier Air Wing One a partire dall'ottobre 2023.

## Galleria d'immagini

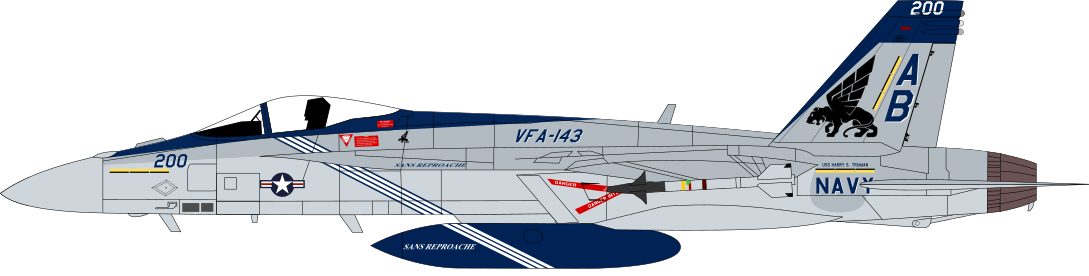
Profilo di un F-18 Super Hornet del VFA-143 (AB CAG)
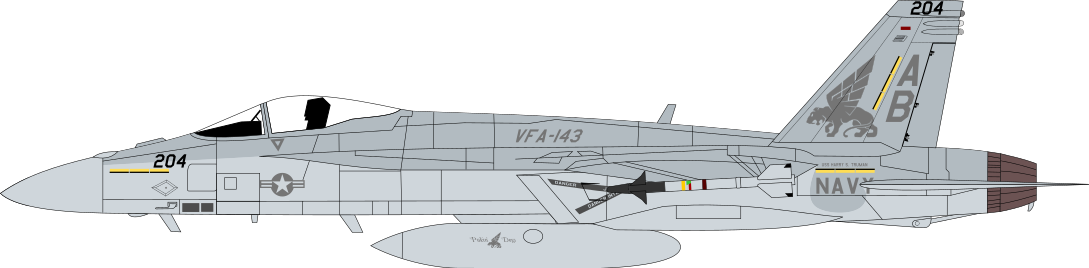
Profilo di un F-18 Super Hornet  del VFA-143 (AB)
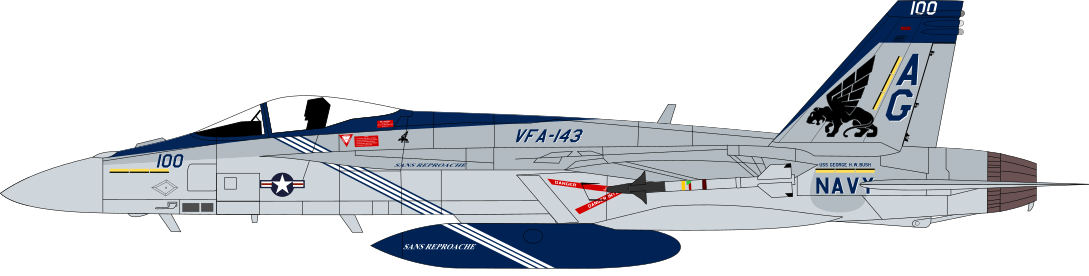
Profilo di un F-18 Super Hornet del VFA-143 (AG CAG)
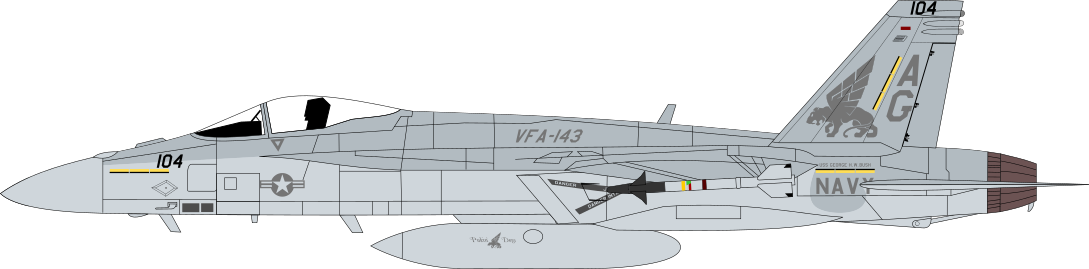
Profilo di un F-18 Super Hornet  del VFA-143 (AG)

## Nella cultura di massa
- Il personaggio del film Top Gun: Maverick, Mickey "Faboy" Garcia, indossa i colori e la patch del VFA-143. L'emblema si vede anche all'inizio del film attaccato all'armadietto personale di Pete "Maverick" Mitchell.